# Nombre de capil·laritat
|  | No s'ha de confondre amb Nombre de capil·lar. |

El nombre de capil·laritat {\displaystyle (Cap)} és un nombre adimensional que s'utilitza en la mecànica de fluids. S'utilitza per caracteritzar fluxos bifàsics a través de medis porosos. Representa la relació entre les forces capil·lars i les forces de filtració.
Es defineix de la següent manera:
{\displaystyle Cap={\frac {\sigma \;k^{0{,}5}}{L_{c}\;v\;\mu }}}
on:
- σ = tensió superficial,
- k = permeabilitat del medi,
- Lc = longitud característica,
- v = velocitat,
- μ = viscositat dinàmica.